# Neoconocephalus velox
Neoconocephalus velox är en insektsart som beskrevs av Rehn, J.A.G. och Morgan Hebard 1914. Neoconocephalus velox ingår i släktet Neoconocephalus och familjen vårtbitare. Inga underarter finns listade i Catalogue of Life.